# Hagenich
Hagenich ist ein Gemeindeteil des Marktes Thalmässing im Landkreis Roth (Mittelfranken, Bayern).

## Geographische Lage
Das Dorf liegt im Norden des Naturparks Altmühltal, rund zwei Kilometer südöstlich von Thalmässing. Der Hagenicher Mühlbach, ein Nebenfluss der Thalach, fließt hindurch. Eine Gemeindeverbindungsstraße führt nach Gebersdorf und zur Staatsstraße 2227 nach Thalmässing.
Die Gemarkung Hagenich hat eine Fläche von 3,199 km². Sie ist in 434 Flurstücke aufgeteilt, die eine durchschnittliche Flurstücksfläche von 7371,60 m² haben. In ihr liegen neben dem namensgebenden Ort die Gemeindeteile Bergmühle, Eckmannshofen und Gebersdorf.

## Geschichte
Um 1150 wurde der Ort erstmals urkundlich erwähnt. 1837 kam Hagenich zu Mittelfranken, 1855 wurde die gleichnamige Gemeinde mit den Orten Gebersdorf und Eckmannshofen gegründet. 1961 hatte die Gemeinde die drei Orte Hagenich, Bergmühle und Gebersdorf, eine Fläche von 194,81 Hektar und 97 Einwohner, 61 davon im Dorf Hagenich. Im Zuge der Gemeindegebietsreform wurde die Gemeinde 1972 nach Thalmässing eingegliedert.

## Wirtschaft
Von den zehn nach dem Zweiten Weltkrieg existierenden Bauernhöfen arbeiten heute noch zwei im Vollerwerb.

## Sonstiges
Am ersten Mai-Wochenende wird Kirchweih gefeiert.